# Mike Krack
Mike Krack, né le 18 mars 1972 à Luxembourg, est un ingénieur de sport automobile luxembourgeois. Il est, de 2022 à 2024, le Team Principal de l'écurie de Formule 1 Aston Martin F1 Team.

## Carrière
Mike Krack commence son parcours d'ingénieur chez BMW en juillet 1998, au poste d'ingénieur d'essai. Il quitte ses fonctions début 2001 pour rejoindre Sauber.
Il gravit les échelons en commençant comme ingénieur-analyste de données. En décembre 2003, il est promu ingénieur de course de Felipe Massa et obtient le rôle d'ingénieur en chef lorsque l'écurie devient BMW-Sauber. Il travaille avec le jeune Sebastian Vettel à travers des séances d'entraînement, jusqu'à ses débuts au Grand Prix des États-Unis 2007. Il quitte BMW en 2008.
Il effectue ensuite des passages chez Kolles & Heinz Union et Hitech, tous deux en Formule 3 puis revient chez BMW en tant qu'ingénieur en chef du département DTM en octobre 2010 ; il quitte le poste en 2012 pour rejoindre Porsche.
Il se voit confier le rôle de responsable de l'ingénierie de piste pour leur équipe du championnat du monde d'endurance et travaille sur la Porsche 919 Hybrid qui remporte une victoire et quatre podiums.
Mike Krack retourne à nouveau chez BMW, en tant qu'ingénieur senior en performance. De 2014 à 2022, il occupe de nombreux postes, notamment celui de superviser leurs programmes de Formule E, IMSA et GT. En 2018, il est nommé responsable de l'ingénierie de course et des tests, des opérations et de l'organisation,.
Le 14 janvier 2022, Mike Krack est nommé directeur de l'écurie de Formule 1 Aston Martin F1 Team où il prend la succession d'Otmar Szafnauer,.